# Franz Swoboda
Franz Swoboda (ur. 15 lutego 1933, zm. 27 lipca 2017) – austriacki piłkarz grający na pozycji obrońcy. W swojej karierze rozegrał 23 mecze w reprezentacji Austrii.

## Kariera klubowa
Swoją karierę piłkarską Swoboda rozpoczął w klubie Austria Wiedeń. W 1950 roku awansował do kadry pierwszego zespołu. W sezonie 1950/1951 zadebiutował w jego barwach w austriackiej Bundeslidze. W sezonie 1954/1955 stał się podstawowym zawodnikiem Austrii. W sezonach 1952/1953, 1960/1961 i 1962/1963 wywalczył z Austrią trzy tytuły mistrza Austrii. W sezonie 1959/1960 zdobył z nią Puchar Austrii. W Austrii występował do końca sezonu 1963/1964. Rozegrał w nim 223 ligowe spotkania.
W 1964 roku Swoboda przeszedł do SC Wacker Wiedeń. Grał w nim przez rok. W 1965 roku zakończył swoją karierę w wieku 32 lat.
| Sezon   | Klub             | Kraj    | Rozgrywki  | Mecze | Bramki |
| ------- | ---------------- | ------- | ---------- | ----- | ------ |
| 1950/51 | Austria Wiedeń   | Austria | Bundesliga | 9     | 0      |
| 1951/52 | Austria Wiedeń   | Austria | Bundesliga | 6     | 0      |
| 1952/53 | Austria Wiedeń   | Austria | Bundesliga | 11    | 0      |
| 1953/54 | Austria Wiedeń   | Austria | Bundesliga | 9     | 0      |
| 1954/55 | Austria Wiedeń   | Austria | Bundesliga | 26    | 0      |
| 1955/56 | Austria Wiedeń   | Austria | Bundesliga | 25    | 0      |
| 1956/57 | Austria Wiedeń   | Austria | Bundesliga | 24    | 0      |
| 1957/58 | Austria Wiedeń   | Austria | Bundesliga | 26    | 0      |
| 1958/59 | Austria Wiedeń   | Austria | Bundesliga | 29    | 0      |
| 1959/60 | Austria Wiedeń   | Austria | Bundesliga | 27    | 0      |
| 1960/61 | Austria Wiedeń   | Austria | Bundesliga | 20    | 0      |
| 1961/62 | Austria Wiedeń   | Austria | Bundesliga | 0     | 0      |
| 1962/63 | Austria Wiedeń   | Austria | Bundesliga | 4     | 0      |
| 1963/64 | Austria Wiedeń   | Austria | Bundesliga | 7     | 0      |
| 1964/65 | SC Wacker Wiedeń | Austria | Bundesliga | 6     | 1      |

## Kariera reprezentacyjna
W reprezentacji Austrii Swoboda zadebiutował 16 października 1955 w przegranym 1:6 meczu Pucharu Dr. Gerö 1955/1957 z Węgrami. W 1958 roku został powołany do kadry na mistrzostwa świata w Szwecji. Na nich rozegrał trzy mecze: z Brazylią (0:3), ze Związkiem Radzieckim (0:2) i z Anglią (2:2). Od 1955 do 1960 roku rozegrał w kadrze narodowej 23 mecze.
| Mecze i gole w reprezentacji | Mecze i gole w reprezentacji | Mecze i gole w reprezentacji | Mecze i gole w reprezentacji | Mecze i gole w reprezentacji | Mecze i gole w reprezentacji | Mecze i gole w reprezentacji |
| #                            | Data                         | Stadion                      | Rywal                        | Wynik                        | Gol                          | Rozgrywki                    |
| 1955                         | 1955                         | 1955                         | 1955                         | 1955                         | 1955                         | 1955                         |
| ---------------------------- | ---------------------------- | ---------------------------- | ---------------------------- | ---------------------------- | ---------------------------- | ---------------------------- |
| 1.                           | 16.10.1955                   | Budapeszt, Węgry             | Węgry                        | 1:6                          | 0                            | Puchar Dr. Gerö 1955/57      |
| 2.                           | 30.10.1955                   | Wiedeń, Austria              | Jugosławia                   | 2:1                          | 0                            | Puchar Dr. Gerö 1955/57      |
| 3.                           | 23.11.1955                   | Wrexham, Walia               | Walia                        | 2:1                          | 0                            | towarzyski                   |
| 1956                         |                              |                              |                              |                              |                              |                              |
| 4.                           | 25.03.1956                   | Colombes, Francja            | Francja                      | 1:3                          | 0                            | towarzyski                   |
| 1957                         |                              |                              |                              |                              |                              |                              |
| 5.                           | 10.03.1957                   | Wiedeń, Austria              | RFN                          | 2:3                          | 0                            | towarzyski                   |
| 6.                           | 14.04.1957                   | Wiedeń, Austria              | Szwajcaria                   | 4:0                          | 0                            | Puchar Dr. Gerö 1955/57      |
| 7.                           | 05.05.1957                   | Wiedeń, Austria              | Szwecja                      | 1:0                          | 0                            | towarzyski                   |
| 8.                           | 15.09.1957                   | Belgrad, Jugosławia          | Jugosławia                   | 3:3                          | 0                            | towarzyski                   |
| 9.                           | 25.09.1957                   | Amsterdam, Holandia          | Holandia                     | 1:1                          | 0                            | el. MŚ 1958                  |
| 10.                          | 29.09.1957                   | Luksemburg, Luksemburg       | Luksemburg                   | 3:0                          | 0                            | el. MŚ 1958                  |
| 11.                          | 13.10.1957                   | Wiedeń, Austria              | Czechosłowacja               | 2:2                          | 0                            | Puchar Dr. Gerö 1955/57      |
| 1958                         |                              |                              |                              |                              |                              |                              |
| 12.                          | 23.03.1958                   | Wiedeń, Austria              | Włochy                       | 3:2                          | 0                            | Puchar Dr. Gerö 1955/57      |
| 13.                          | 14.05.1958                   | Wiedeń, Austria              | Irlandia                     | 3:1                          | 0                            | towarzyski                   |
| 14.                          | 08.06.1958                   | Uddevalla, Szwecja           | Brazylia                     | 0:3                          | 0                            | MŚ 1958                      |
| 15.                          | 11.06.1958                   | Borås, Szwecja               | ZSRR                         | 0:2                          | 0                            | MŚ 1958                      |
| 16.                          | 15.06.1958                   | Borås, Szwecja               | Anglia                       | 2:2                          | 0                            | MŚ 1958                      |
| 17.                          | 14.09.1958                   | Wiedeń, Austria              | Jugosławia                   | 3:4                          | 0                            | towarzyski                   |
| 1959                         |                              |                              |                              |                              |                              |                              |
| 18.                          | 22.11.1959                   | Walencja, Hiszpania          | Hiszpania                    | 4:1                          | 0                            | towarzyski                   |
| 1960                         |                              |                              |                              |                              |                              |                              |
| 19.                          | 29.05.1960                   | Wiedeń, Austria              | Szkocja                      | 4:1                          | 0                            | towarzyski                   |
| 20.                          | 22.06.1960                   | Oslo, Norwegia               | Norwegia                     | 2:1                          | 0                            | towarzyski                   |
| 21.                          | 04.09.1960                   | Wiedeń, Austria              | ZSRR                         | 3:1                          | 0                            | towarzyski                   |
| 22.                          | 30.10.1960                   | Wiedeń, Austria              | Hiszpania                    | 3:0                          | 0                            | towarzyski                   |
| 23.                          | 10.12.1960                   | Neapol, Włochy               | Włochy                       | 2:1                          | 0                            | towarzyski                   |